# Anilinfärgämnen

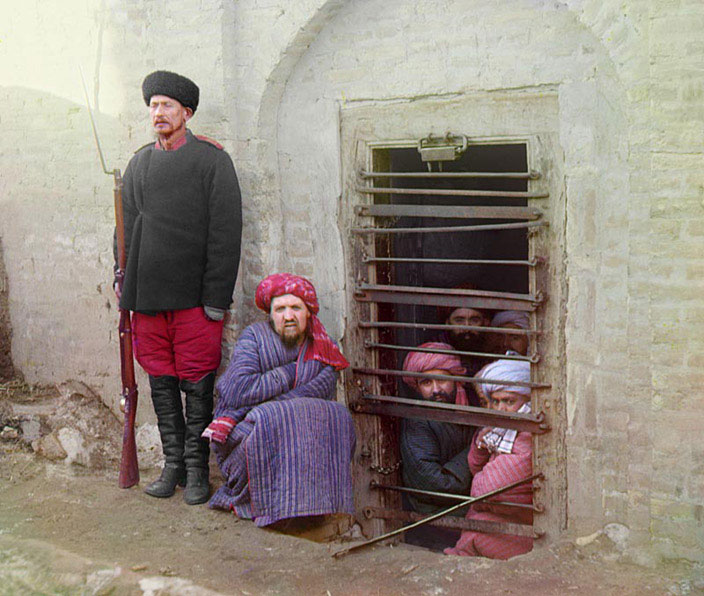
Med de nya röda och violetta färgämnena öppnades nya möjligheter till kulörta kläder. Fängelse i Buchara, fotograferat år 1907 av Sergej Prokudin-Gorskij

Anilinfärgämnen är ett samlingsnamn på organiska syntetiska färgämnen som har anilin som en viktig bassubstans, ursprungligen ofta utvunnen ur stenkolstjära. Utvecklingen av anilinfärgämnen inleddes 1856 med William Henry Perkins upptäckt av mauvein och blev startskottet för utvecklingen av organisk kemisk industri.
1858 angav August Wilhelm von Hofmann första gången en praktisk metod att framställa anilinrött. 1861 upptäcktes även anilinblått, kort därpå anilinviolett, anilingrönt och anilinsvart, från 1870 kom en mängd nya anlilinfärger.
Anilinfärgämnen användas för att färga tyger, läder och plaster men är även använda för färgning inom medicinen.

## Anilinfärgämnen
- Anilinrött
- Anilinsvart
- Mauvein
- Anilin